# El Ouatia
El Ouatia (forme officielle en français ; en arabe : الوطية) est une commune et ville — municipalité — du Maroc, aussi appelée « Tan-Tan plage ». Elle est située dans la province de Tan-Tan (région de Guelmim-Oued Noun), au bord de l'océan Atlantique, à environ 25 km à l'ouest de la ville de Tan Tan.
El Ouatia comprend une station touristique au nord, avec une grande plage, et une zone portuaire (pêche et marchandises) au sud, avec des établissements de transformation du poisson. La ville est desservie par la route nationale 1.

## Démographie

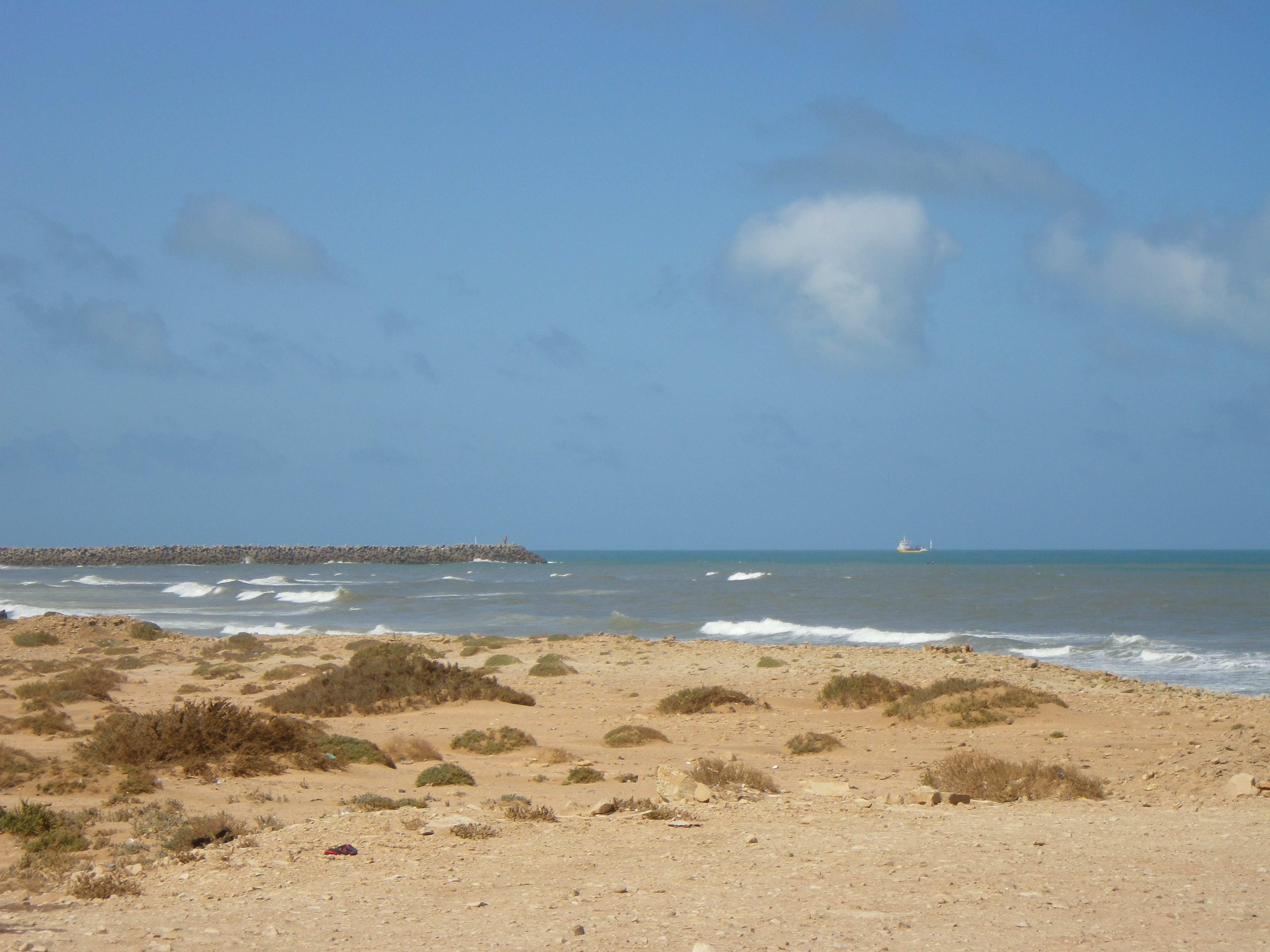
La jetée au sud d'El Ouatia